# Glossolalie
Glossolalie of glossolalia is een ongebruikelijk spraakgedrag, ook wel klanktaal of tongentaal genoemd. Het woord is afkomstig van het Griekse γλωσσα, glossa, "taal", "tong" en λαλειν, lalein, "spreken". De gebruikte woorden zijn voor buitenstaanders onbegrijpelijk en hebben geen overeenkomst met een bestaande taal. Er is in dat geval geen sprake van een syntaxis, maar er is wel een bepaalde fonetische structuur die taalgebonden lijkt te zijn. Een Chinese glossolalist zal bijvoorbeeld een ander klankspectrum gebruiken dan een Engelse. De glossolalist beschouwt zijn glossolalie over het algemeen wel als een communicatieve uiting.

## Geschiedenis
Hoewel glossolalie kan voorkomen bij psychotische aandoeningen als schizofrenie, heeft het verschijnsel voornamelijk religieuze connotaties. Verondersteld wordt dat de Pythia van Delphi zich van glossolalie bediende. Het verschijnsel komt verder onder andere voor bij de Inuit, Saami, verschillende sjamaanse culturen en in de voodoo-cultuur. Ook in het christendom komt er binnen een aantal groeperingen en kerken (vooral die van de pinkster- en charismatische beweging) glossolalie voor die men kan aanduiden als christelijke glossolalie.
Het eerste psychologische onderzoek naar het verschijnsel werd rond 1900 gedaan door Théodore Flournoy aan de hand van de astrale talen van Hélène Smith, de zieneres van Genève. Het boek Speaking with tongues; historically and psychologically considered van George Barton Cutten (1874–1962), dat in 1927 verscheen, gold jarenlang als standaardwerk. Cutten legde een verband tussen glossolalie, schizofrenie en hysterie.
De linguïst Roman Jakobson onderzocht de glossolalie bij een sekte in Rusland en registreerde de klankverschuivingen in de bezweringsformules (zie bijvoorbeeld Yaguello, 1984).
De psychotherapeut Dr. John P. Kildahl (1927 – 2019) beschreef het verschijnsel in 1972 echter vanuit een ander psychologisch perspectief (The Psychology of Speaking in Tongues). Hij constateerde dat glossolalie niet noodzakelijk een uiting van een psychische aandoening is en dat glossalisten minder last van stress hebben. Wel hebben glossalisten volgens Kildahl meer behoefte aan autoriteitsfiguren en hebben ze vaker een crisis in hun leven doorgemaakt dan de controlegroep.
Nicholas Spanos (1942 – 1994), professor in de psychologie en vanaf 1975 tot zijn overlijden directeur van het Laboratory for Experimental Hypnosis bij de Carleton University, beschreef glossolalie als een verschijnsel dat aangeleerd kan worden en waarvoor geen trance is vereist (Glossolalia as Learned Behavior: An Experimental Demonstration, 1987).

## Griekse vocalen
Het gebruik van de zeven Griekse vocalen voor magische en liturgische rituelen was vanaf de tweede eeuw na Christus in het Romeinse rijk zeer verspreid. In onder meer het Heilige boek van de grote onzichtbare Geest zijn een aantal hymnen bewaard gebleven die als een liturgische tekst voor dooprituelen gebruikt werden, alsmede magische formules gebaseerd op zeven vocalen die steeds tweeëntwintig maal herhaald worden. Dit zijn echter teksten die heel bewust zo geconstrueerd werden en niet onder een vorm van trance ontstonden. Een voorbeeld uit het Heilige boek van de grote onzichtbare Geest is:
Iẽ Ieus ẽõ ou õua!
 Waarlijk, waarlijk!
Jesseus Mazareus Jessedekeus, Levend water!
 Kind van het kind, glorierijke naam!
Waarlijk, waarlijk! Eon-die -is! 
iiii ẽẽẽẽ eeee oooo uuuu õõõõ aaaa!
Waarlijk, waarlijk! 
Ei aaaa õõõõ, Hij-die-is, die de eonen ziet! 
Waarlijk, waarlijk!
Aee ẽẽẽ iii uuuuuu õõõõõõõõõ, die eeuwig bestaat! 
Waarlijk, waarlijk! 
Iẽa aiõ, in het hart Hij-die-is
Uaei eisaei eioei eiosei! 
In de collectie manuscripten in Parijs die bekend staan als de Papyri Graecae Magicae wordt de zogenaamde Mithras-liturgie of Onsterfelijkheidsliturgie beschreven, waarin met de vocalen een magisch ritueel beschreven wordt van de reis van de ziel naar de hemel. In de Hebreeuwse formule wordt voor een bezetene op die wijze een bezweringsformule bij exorcisme gehanteerd. Ook dat zijn rationeel geconstrueerde teksten.

## Christendom
In het Nieuwe Testament komt tongentaal voor als een van de gaven van de Heilige Geest. Paulus beschreef het doel en het correcte gebruik van het spreken in tongen in 1 Korintiërs 14.
Het bekende voorbeeld van tongentaal is het verhaal over Pinksteren in Handelingen 2, waarin allen die de Heilige Geest ontvingen, begonnen te spreken in vreemde talen.
In de Moderne tijd zijn de opvattingen over de betekenis en het belang van het spreken in tongen binnen de christelijke wereld zeer verdeeld. In de pinksterbeweging wordt het bijvoorbeeld nog altijd als een actuele gave van de Heilige Geest beschouwd, terwijl in andere stromingen de overtuiging overheerst dat het een duivels fenomeen is waarvoor moet worden gewaarschuwd.